# Herbert Schirmer

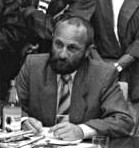
Herbert Schirmer, 1990

Herbert Schirmer (* 8. Juli 1945 in Stadtlengsfeld, Landkreis Eisenach, Thüringen) ist ein ehemaliger deutscher Politiker (CDU, SPD). Er war Minister für Kultur der DDR im Kabinett von Lothar de Maizière.

## Leben
Schirmer absolvierte eine Ausbildung als Maschinist und Heizer, später eine Fachschulausbildung als Buchhändler. Von 1974 bis 1975 war er Buchhändler in Dresden, danach bis 1978 Mitarbeiter im Bezirkskabinett für Kulturarbeit Dresden und seit 1977 Chefredakteur des Kultur-Report Dresden. Nach einem Fernstudium der Journalistik an der Karl-Marx-Universität Leipzig war er bis 1986 Abteilungsleiter im Verlag der Kunst.
Schirmer trat 1985 der Ost-CDU bei. Im Herbst 1989 war er Mitbegründer und Sprecher des Neuen Forum in Beeskow, von November 1989 bis März 1990 Vorsitzender des CDU-Bezirksverbandes Frankfurt (Oder) und bis August 1990 Vorsitzender des CDU-Landesverbandes Brandenburg. Von März bis Oktober 1990 war Schirmer Abgeordneter der Volkskammer und von April bis Oktober als Nachfolger von Dietmar Keller Minister für Kultur. Auf Schirmers Initiative hin wurden die Stiftung Neue Kultur, die Kulturstiftung Haus Europa und die Stiftung Industrie- und Alltagskultur gegründet.
Im Februar 1991 trat Schirmer aus der CDU aus und war von 1992 bis 1998 Mitglied der SPD. Von 1991 bis 1998 war er Direktor des Museums in der Wasserburg Beeskow, wo er das „Dokumentationszentrum Kunst in der DDR“ initiierte, und danach Mitarbeiter bei Inpetho Medienproduktion GmbH in Cottbus. Er lebt als Journalist in Lieberose und war bis ca. 2020 Vorsitzender des Stiftungsrates der Stiftung Neue Kultur.

## Schriften
- Kunstsammlung Eisenhüttenstadt. be.bra-Verlag, Berlin 2000, ISBN 3-930863-83-9.
- Annelie Grund. Objekt, Grafik, Malerei. In: Sabine Voerster (Hrsg.): 38 Künstler in Barnim. Infopunkt Kunst. Netzwerk für Bildende Kunst und Kunsthandwerk in Barnim, Wandlitz–Prenden 2015 o. S. (alphabetisch geordnet).